# Préparation militaire Marine

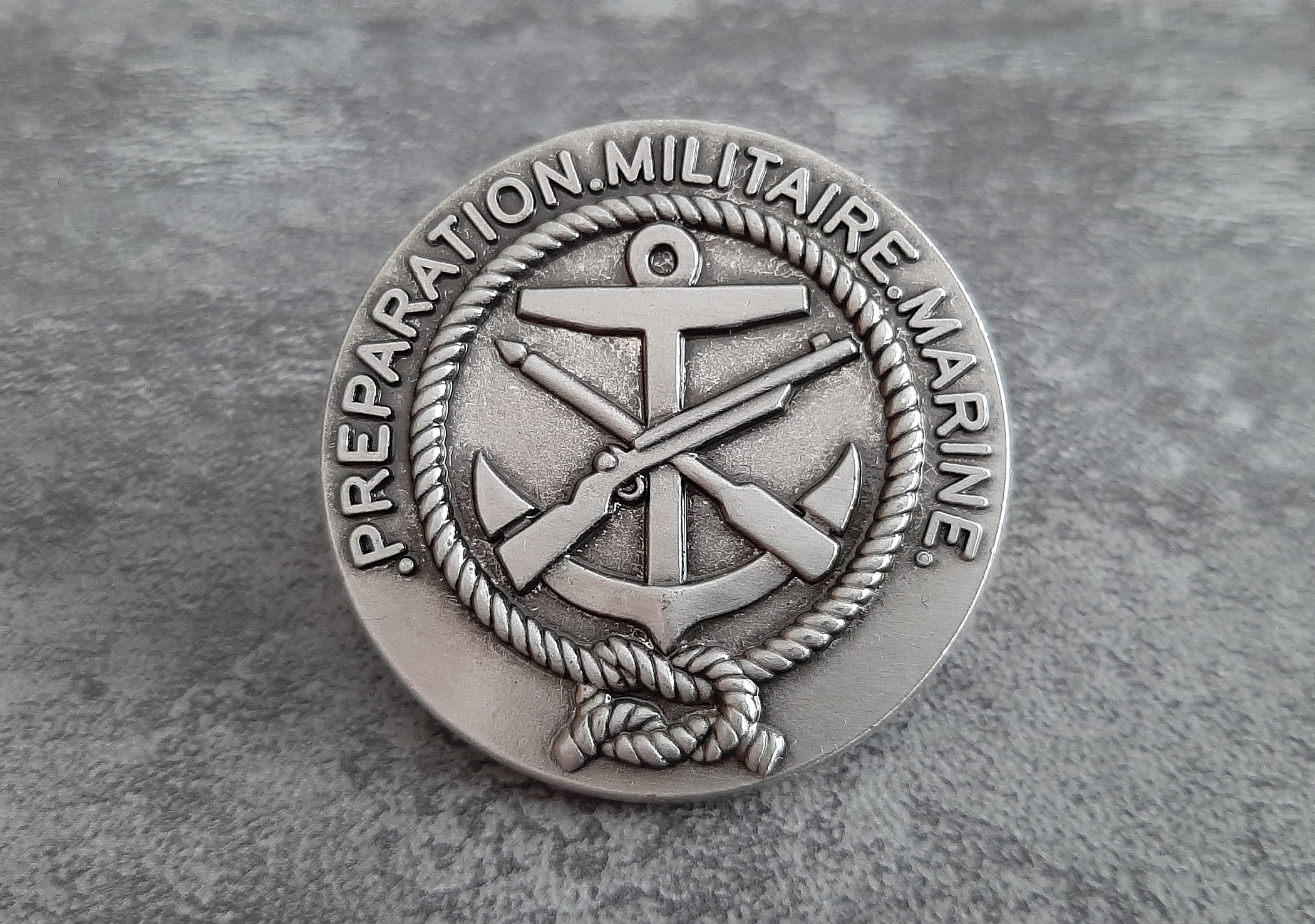
Insigne PMM remis au stagiaire en fin de cycle d'instruction.

Une préparation militaire Marine (en abrégé PMM) est un stage pratique et théorique organisé par la Marine nationale française qui s'adresse aux jeunes âgés de 16 à 21 ans. Cette formation se déroule généralement durant 2 week-end par mois,. L'objectif est, pour la Marine nationale, de se faire connaître en donnant aux stagiaires une formation militaire et maritime, sans condition d'engagement. Les préparations ont lieu dans une soixantaine de centres de formation en France.

## Programme
Le stage se déroule en plusieurs périodes :
- plusieurs séances de formation militaire et maritime (manœuvres, ordre serré, cérémonies[3], PSC1, matelotage…)
- une « période bloquée » de cinq jours consécutifs dans un port militaire. Elle inclut, suivant possibilité et disponibilité, un embarquement à la mer.

À l'issue de la formation, il peut être proposé un accès à une formation militaire initiale du réserviste (FMIR), dans la spécialité Fusiliers marins, Marins-pompiers de la flotte, Guetteur de la flotte ou Secrétaire militaire, permettant d'intégrer la réserve de la Marine nationale.

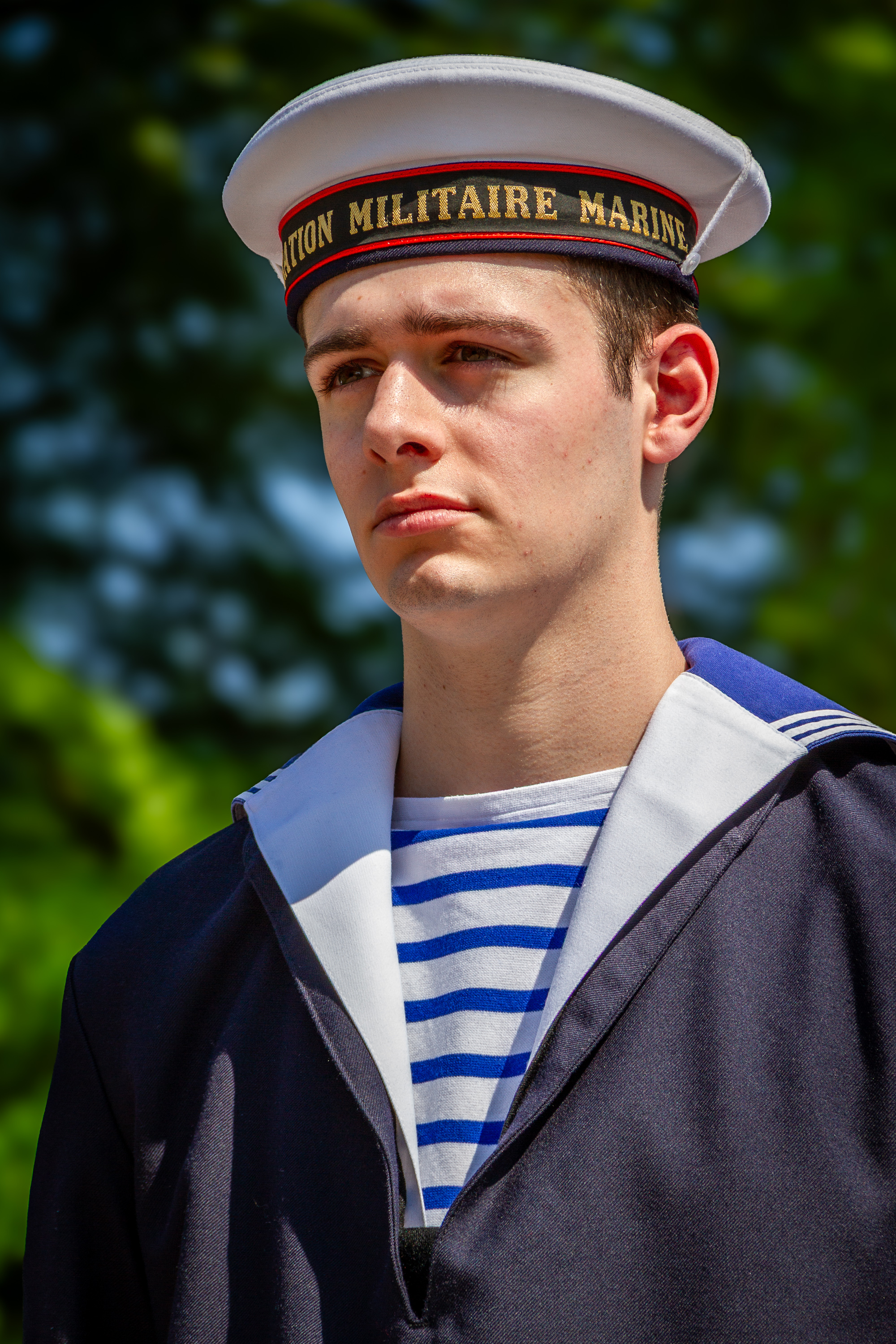
Stagiaire de la Préparation militaire marine, 2013.
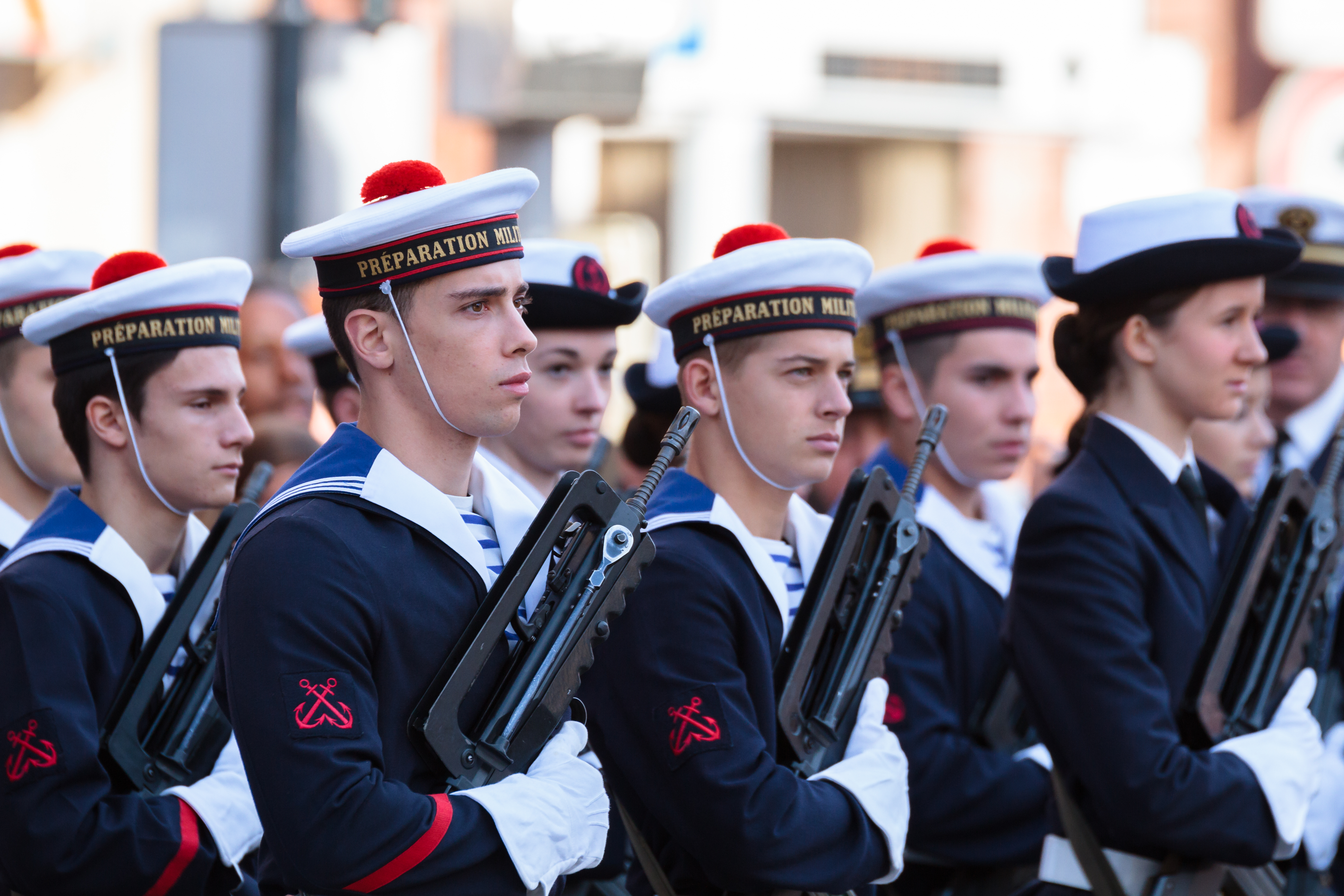
La préparation militaire marine lors des cérémonies du 11 novembre 2014, Toulouse.

## Histoire
Une PMM Île-de-France, représentant les PMM Colbert, Richelieu, Kieffer et Troyes, a défilé pour la première fois de l'histoire de la Marine nationale sur les Champs-Elysées le 14 juillet 2010, accompagnée par la PMT (Préparation militaire pour l'armée de terre), PMA (Préparation militaire pour l'armée de l'air) et une délégation de jeunes sapeurs-pompiers.